# Marksville (Luisiana)
Marksville es una ciudad ubicada en la parroquia de Avoyelles en el estado estadounidense de Luisiana. En el Censo de 2010 tenía una población de 5702 habitantes y una densidad poblacional de 455,81 personas por km².

## Geografía
Marksville se encuentra ubicada en las coordenadas 31°7′28″N 92°3′58″O / 31.12444, -92.06611. Según la Oficina del Censo de los Estados Unidos, Marksville tiene una superficie total de 12.51 km², de la cual 12.48 km² corresponden a tierra firme y (0.27%) 0.03 km² es agua.

## Demografía
Según el censo de 2010, había 5702 personas residiendo en Marksville. La densidad de población era de 455,81 hab./km². De los 5702 habitantes, Marksville estaba compuesto por el 50.46% blancos, el 42.86% eran afroamericanos, el 1.95% eran amerindios, el 0.79% eran asiáticos, el 0% eran isleños del Pacífico, el 0.44% eran de otras razas y el 3.51% pertenecían a dos o más razas. Del total de la población el 1.88% eran hispanos o latinos de cualquier raza.